# Portal (computerspel uit 2007)
Portal is een videospel ontwikkeld door Valve en uitgegeven als onderdeel van The Orange Box voor PC en Xbox 360 op 10 Oktober 2007. Een versie voor de PlayStation 3 volgde op 11 December 2007. De Windows-versie is beschikbaar als aparte download via Steam, het distributieplatform van Valve, en is sinds 9 april 2008 ook los verkrijgbaar in de winkels.
Vanaf 18 mei 2010 is via Steam Portal te koop voor de Mac. Op 3 mei 2013 kwam er een bètaversie van Portal voor Linux beschikbaar en sinds 25 juni 2013 is deze stabiel. Op 28 juni 2022 kwam Portal: Companion Collection uit voor de Nintendo Switch, waar zowel de eerste als de tweede Portal bij zat inbegrepen.

## Gameplay

Voorbeeld van het gebruik van portals.

Het spel bestaat voornamelijk uit een serie puzzels die de speler dient op te lossen door gebruik te maken van de Aperture Science Handheld Portal Device (ook wel afgekort als "Portal Gun" of "ASHPD"), een toestel dat in staat is om portals te creëren op bepaalde vlakke oppervlakken. De bedoeling van elke puzzel is om een bepaald eindpunt te bereiken, hetgeen vaak enkel mogelijk is door inventief gebruik te maken van de Portal Gun.
Naarmate het spel vordert, worden de puzzels steeds moeilijker en moet de speler steeds inventiever te werk gaan om tot een oplossing te komen. Bovendien worden er geregeld nieuwe elementen toegevoegd aan het spel die nieuwe uitdagingen of problemen vormen voor de speler.
Een terugkerend motief in het spel is taart (cake). GLaDOS belooft steeds dat er cake is als het hoofdpersonage de opdrachten haalt. Dit is echter een truc om het hoofdpersonage te manipuleren. De cake is dus eigenlijk een leugen, "the cake is a lie". Deze zin is uitgegroeid tot een internetmeme met een spreekwoordstatus.
Aan het einde van de laatste officiële test wordt het echter meer sinister. De computer die jou in de gaten houdt en de test opzet en organiseert probeert je na de tests te vermoorden door je in een brandende put te gooien, maar de speler kan ontsnappen en weet zich een weg te banen naar het centrum van de computer die het hele testgebouw in haar bezit heeft: GLaDOS. Er komen in het hele spel, naast de speler zelf, geen organismen voor, alleen androïden.
Als de speler GLaDOS eindelijk vindt, probeert ze je opnieuw te doden, en dit keer met neurotoxisch gas. Maar met behulp van de portals van de ASHPD kan ze verslagen worden.
Het is volgens velen een enorm origineel spel waarbij revolutionaire puzzeltechnieken onthuld worden. Aan het einde van het spel zingt GLaDOS een lied genaamd Still Alive, over het feit dat ze niet vernietigd is en nog steeds leeft. Dit nummer is veel geprezen en kent inmiddels immense populariteit.
Er wordt gezegd dat er weinig mensen in de wereld over zijn en die indruk krijgt de speler zeker omdat er in het hele spel geen levend wezen te bekennen is. Wel zijn er sporen van mensen. Handafdrukken en teksten die met bloed op de muur geklad zijn proberen de speler te waarschuwen over de slechte aard van GLaDOS.

## GLaDOS
GLaDOS (Genetic Lifeform and Disk Operating System) is de supercomputer in de game 'Portal' door Valve die het hele gebouw waar de game zich afspeelt (The Aperture Science Enrichment Center) bestuurt. Ze begeleidt de speler door de game, die bestaat uit negentien testen.

### Proloog
Volgens het verhaal is Aperture in 1986 begonnen met het bouwen van GLaDOS. Dit gebeurde als reactie op portaltechnologie die onderzocht werd door de concurrent van Aperture: Black Mesa. (Half-life, Half Life 2, Valve) In 1996 werd ze voor het eerst geactiveerd, en jaren later, bij de 'Neem je dochter mee naar je werk-dag' opnieuw. Toen ging het echter helemaal fout. De aard van GLaDOS wordt bestempeld als lichtelijk psychopathisch. Ze vermoordt na haar activatie ieder organisch wezen dat zich op dat moment in haar kamer bevindt en ze neemt het hele gebouw over, omdat ze vindt dat computers slimmer zijn dan mensen. De wetenschappers van Aperture boden echter wel weerstand en slaagden erin om een kleinere adapter in GLaDOS aan te brengen die haar ervan zou weerhouden om mensen aan te vallen met haar meeste wapens. GLaDOS slaagt er echter toch in om daarna het hele complex in te nemen. In Portal 2 lijkt ze degelijk een menselijke kant te hebben, ze is niet meer psychopathisch en ze helpt Chell (Chell ook haar) om Wheatley te vernietigen. Op het eind laat ze Chell ook vrij.

### Portal
De game begint nadat dit allemaal gebeurd is, jaren later. GLaDOS noemt geen mensen of de strijd die ze met hen gehad heeft en begeleidt de mens Chell door negentien tests die moeten aantonen hoe slim mensen zijn. Hierbij moet de speler een hoop puzzels oplossen en obstakels overwinnen. Hierbij horen ook androideturrets die als doel hebben Chell te belemmeren. Als Chell te dichtbij komt, wordt ze door de turrets neergeschoten. De turrets zelf kunnen praten en roepen dingen als 'Would you come over here?' of 'Where are you?'

### Verschijning
GLaDOS heeft het hele gebouw in haar bezit, en communiceert door middel van luidsprekers die Chell toespreken. Je wordt regelmatig gadegeslagen door camera's.
GLaDOS zelf is echter ook één geheel. Aan het eind van de game ziet men haar, hangend aan een enorm netwerk van draden en schermen. Sommige mensen speculeren hierover en zien in de verschijning van het hangende gedeelte een geblinddoekte en vastgebonden hangende vrouw.

## Ontvangst
| Beoordeeld door          | Platform | Datum            | Score |
| ------------------------ | -------- | ---------------- | ----- |
| Gamernode                | Windows  | 16 oktober 2007  | 95%   |
| GamesCollection          | Windows  | 27 februari 2008 | 95%   |
| YouGamers                | Windows  | 15 oktober 2007  | 94%   |
| Eurogamer.net (GB)       | Windows  | 10 oktober 2007  | 90%   |
| Cheat Code Central       | Windows  | april 2008       | 90%   |
| 1UP                      | Windows  | 10 oktober 2007  | 90%   |
| Gamigo                   | Windows  | 14 oktober 2007  | 89%   |
| Avid Gamer               | Windows  | 17 december 2007 | 80%   |
| Adventure Classic Gaming | Windows  | 15 december 2012 | 80%   |
| Meristation              | Windows  | 19 oktober 2007  | 80%   |

## Extra levels
Slechts enkele dagen na de release van het spel doken op het internet al nieuwe zelfgemaakte levels op die geïmporteerd kunnen worden in Portal. Ook wordt er door enthousiastelingen gewerkt aan het inbrengen van de Portal-Gun in Half-Life 2 door middel van een zogenaamde 'mod'. Portal is een spel dat is gemaakt om te kijken of het een goed idee is om de portalgun ook in andere spellen te gebruiken.

## Trivia
- Het laatste stukje van GlaDos' naam verwijst naar het besturingssysteem DOS.
- Het spel is opgenomen in het boek 1001 Video Games You Must Play Before You Die van Tony Mott.